# Гарсия, Маркос (велогонщик)
Маркос Гарсия Фернандес (исп. Marcos García Fernández; род. 4 декабря 1986 в Сан-Мартин-де-Вальдейглесьясе, Испания) — испанский профессиональный шоссейный велогонщик, выступающий за японскую континентальную команду «Kinan Cycling».

## Достижения
2010
2-й Гран-при Льодио
3-й Вуэльта Ла-Риохи
2011
3-й Гран-при Льодио
2014
2-й Вуэльта Кастилии и Леона
2016
2-й Тур Японии
2017
1-й  Тур Хоккайдо
1-й Этап 3
1-й Этап 6 Тур Японии
3-й Тур Кумано
2018
1-й  Тур Японии
1-й Этап 5

## Статистика выступлений

### Гранд-туры
| Гонка           | 2009 | 2010 | 2011 | 2012 | 2013 |
| --------------- | ---- | ---- | ---- | ---- | ---- |
| Джиро д'Италия  | 47   | —    | —    | —    | —    |
| Тур де Франс    | —    | —    | —    | —    | —    |
| Вуэльта Испании | —    | 42   | —    | 27   | 75   |

| — | Не участвовал |